# Schlacht bei Mölln
In der Schlacht von Mölln unterlag im Januar 1225 (genaues Datum unbekannt) Albrecht II. von Orlamünde, der dänische Statthalter Nordalbingiens, dem Heer einer deutschen Fürstenkoalition.

## Vorgeschichte

### Der dänische König in Holstein
Nach der Absetzung Heinrichs des Löwen 1180 durch Kaiser Friedrich Barbarossa wuchs der dänische Einfluss in Nordalbingien. 1201 eroberte der dänische König Waldemar II. das Land, vertrieb Graf Adolf III. von Schauenburg und Holstein und verlieh 1202 seinem Neffen, dem Askanier Albrecht II. von Weimar-Orlamünde, die Grafschaften Holstein, Stormarn, Wagrien und Ratzeburg. Der deutsche König Otto IV. versuchte, Holstein zurückzuerobern, was jedoch scheiterte. Stattdessen eroberte Albrecht 1216 auch Stade.

### Der König in Gefangenschaft
1223 wurde König Waldemar vom Grafen Heinrich von Schwerin auf der Ostseeinsel Lyø gefangen genommen und sein Neffe Albrecht vom dänischen Adel als Reichsverweser eingesetzt.

### Verhandlung und Einigung
Es begannen Verhandlungen um die Freilassung des Königs, die am 4. Juli 1224 zum Abkommen von Dannenberg führten: Heinrich von Schwerin erhielt 40.000 Pfund Silber vom dänischen König, dazu 12.000 Pfund vom Reich sowie die Herrschaften Boizenburg und Schwerin. Graf Albrecht sollte seine übrigen Herrschaften, die er vom dänischen König zu Lehen erhalten hatte, nun vom Reich zu Lehen erhalten.

### Aufstand der Unzufriedenen
Einige norddeutsche Fürsten waren mit dem Verhandlungsergebnis unzufrieden. Von der einen Seite rückten die Truppen Erzbischofs Gebhards von Bremen sowie Adolfs IV. von Schauenburg, dem Sohn des vertriebenen Grafen von Holstein, an Albrechts Stellung heran, von der anderen das Heer Heinrichs I. von Schwerin und Heinrich Borwins von Mecklenburg. Nach der Einnahme Itzehoes fielen viele holsteinische Große von Waldemar und Albrecht ab und unterstützten Adolf IV. Dieser versuchte erfolglos, seine Macht zu erhalten, indem er den Hamburger Bürgern Rechte bestätigte.

## Die Schlacht
Am 11. Januar 1225 traf sich Albrecht mit zahlreichen Großen in Segeberg und zog mit seinem welfischen Vetter Otto von Lüneburg gegen Heinrich von Schwerin, den Verbündeten Adolfs IV. von Holstein.
Wahrscheinlich in der zweiten Januarhälfte 1225 trafen die beiden Heere bei Mölln, südwestlich von Ratzeburg, aufeinander. Die von beiden Seiten mit erheblicher Härte ausgetragene Schlacht dauerte bis in die Abenddämmerung und forderte einen hohen Blutzoll. Heinrich von Schwerin siegte, Albrecht geriet in Gefangenschaft, Otto von Lüneburg konnte fliehen. Am 17. November 1225 kam der Friedensvertrag von Bardowick zustande, in dem Albrecht zugunsten Adolfs von Schauenburg auf Holstein verzichtete.